# Grand Prix schansspringen 2018
De Grand Prix schansspringen 2018 ging op 20 juli 2018 van start in het Poolse Wisła en eindigde op 3 oktober 2018 in het Duitse Klingenthal. De Grand Prix voor mannen bestond dit seizoen uit elf individuele wedstrijden en een wedstrijd voor landenteams. De Rus Jevgeni Klimov wist de Grand Prix op zijn naam te schrijven. De Grand Prix voor vrouwen bestond dit seizoen uit zes individuele wedstrijden. De Japanse Sara Takanashi won de Grand Prix voor vrouwen.

## Mannen

### Kalender
| Datum      | Plaats       | Schans | Opmerking  | Eerste                                                | Tweede                                                                | Derde                                                                                |
| ---------- | ------------ | ------ | ---------- | ----------------------------------------------------- | --------------------------------------------------------------------- | ------------------------------------------------------------------------------------ |
| 21/07/2018 | Wisła        | HS134  | Team Avond | Polen Maciej Kot Dawid Kubacki Kamil Stoch Piotr Żyła | Duitsland Karl Geiger Stephan Leyhe Andreas Wellinger Richard Freitag | Noorwegen Halvor Egner Granerud Marius Lindvik Johann André Forfang Robert Johansson |
| 22/07/2018 | Wisła        | HS134  | Avond      | Kamil Stoch                                           | Piotr Żyła                                                            | Halvor Egner Granerud                                                                |
| 28/07/2018 | Hinterzarten | HS108  | Avond      | Kamil Stoch                                           | Karl Geiger                                                           | Killian Peier                                                                        |
| 04/08/2018 | Einsiedeln   | HS117  | Avond      | Kamil Stoch Piotr Żyła                                |                                                                       | Jevgeni Klimov                                                                       |
| 11/08/2018 | Courchevel   | HS135  | Avond      | Jevgeni Klimov                                        | Daniel Huber                                                          | Roman Koudelka                                                                       |
| 24/08/2018 | Hakuba       | HS131  | Avond      | Ryoyu Kobayashi                                       | Jevgeni Klimov                                                        | Daiki Ito                                                                            |
| 25/08/2018 | Hakuba       | HS131  |            | Ryoyu Kobayashi                                       | Jevgeni Klimov                                                        | Daniel Huber                                                                         |
| 10/09/2018 | Tsjaikovski  | HS140  |            | Afgelast                                              | Afgelast                                                              | Afgelast                                                                             |
| 22/09/2018 | Râșnov       | HS100  | Avond      | Karl Geiger                                           | Piotr Żyła                                                            | Jevgeni Klimov                                                                       |
| 23/09/2018 | Râșnov       | HS100  |            | Karl Geiger                                           | Jevgeni Klimov                                                        | Dawid Kubacki                                                                        |
| 30/09/2018 | Hinzenbach   | HS94   |            | Daniel Huber                                          | Killian Peier                                                         | Karl Geiger                                                                          |
| 03/10/2018 | Klingenthal  | HS140  |            | Afgelast                                              | Afgelast                                                              | Afgelast                                                                             |

### Eindstand
| #  | Atleet          | Land | Punten |
| -- | --------------- | ---- | ------ |
| 1  | Jevgeni Klimov  | RUS  | 555    |
| 2  | Karl Geiger     | GER  | 416    |
| 3  | Piotr Żyła      | POL  | 382    |
| 4  | Kamil Stoch     | POL  | 376    |
| 5  | Daniel Huber    | AUT  | 305    |
| 6  | Killian Peier   | SUI  | 299    |
| 7  | Ryoyu Kobayashi | JPN  | 294    |
| 8  | Dawid Kubacki   | POL  | 257    |
| 9  | Stefan Hula     | POL  | 197    |
| 10 | Roman Koudelka  | CZE  | 168    |

## Vrouwen

### Kalender
| Datum      | Plaats                 | Schans | Opmerking | Eerste         | Tweede       | Derde             |
| ---------- | ---------------------- | ------ | --------- | -------------- | ------------ | ----------------- |
| 28/07/2018 | Hinterzarten           | HS108  | Avond     | Sara Takanashi | Yuki Ito     | Ramona Straub     |
| 10/08/2018 | Courchevel             | HS135  |           | Sara Takanashi | Ema Klinec   | Yuki Ito          |
| 17/08/2018 | Frenštát pod Radhoštěm | HS106  |           | Sara Takanashi | Maren Lundby | Katharina Althaus |
| 18/08/2018 | Frenštát pod Radhoštěm | HS106  |           | Sara Takanashi | Yuki Ito     | Maren Lundby      |
| 09/09/2018 | Tsjaikovski            | HS140  |           | Ema Klinec     | Maren Lundby | Sara Takanashi    |
| 03/10/2018 | Klingenthal            | HS140  |           | Afgelast       | Afgelast     | Afgelast          |

### Eindstand
| #  | Atleet                     | Land | Punten |
| -- | -------------------------- | ---- | ------ |
| 1  | Sara Takanashi             | JPN  | 460    |
| 2  | Ema Klinec                 | SLO  | 265    |
| 3  | Maren Lundby               | NOR  | 260    |
| 4  | Yuki Ito                   | JPN  | 252    |
| 5  | Juliane Seyfarth           | GER  | 203    |
| 6  | Katharina Althaus          | GER  | 200    |
| 7  | Chiara Hölzl               | AUT  | 148    |
| 8  | Jacqueline Seifriedsberger | AUT  | 140    |
| 9  | Anna Odine Strøm           | NOR  | 139    |
| 10 | Ramona Straub              | GER  | 130    |

## Gemengd

### Kalender
| Datum      | Plaats      | Schans | Opmerking | Eerste                                                              | Tweede                                                       | Derde                                                                      |
| ---------- | ----------- | ------ | --------- | ------------------------------------------------------------------- | ------------------------------------------------------------ | -------------------------------------------------------------------------- |
| 08/09/2018 | Tsjaikovski | HS140  | Team      | Japan Nozomi Maruyama Yukiya Sato Sara Takanashi Junshiro Kobayashi | Slovenië Jerneja Brecl Jurij Tepeš Ema Klinec Robert Kranjec | Noorwegen Anna Odine Strøm Robin Pedersen Maren Lundby Fredrik Bjerkeengen |